# 美國對中國的戰略
中華人民共和國建立後，即受到美國為首的西方國家抵制，1980年代隨著中美關係正常化和中國大陸改革開放，雙方關系一度緩和，然而隨著雙方實力對比的變化和地緣政治、意識形態、經貿糾紛的加深，2010年代起進入中美戰略競爭階段。

## 背景

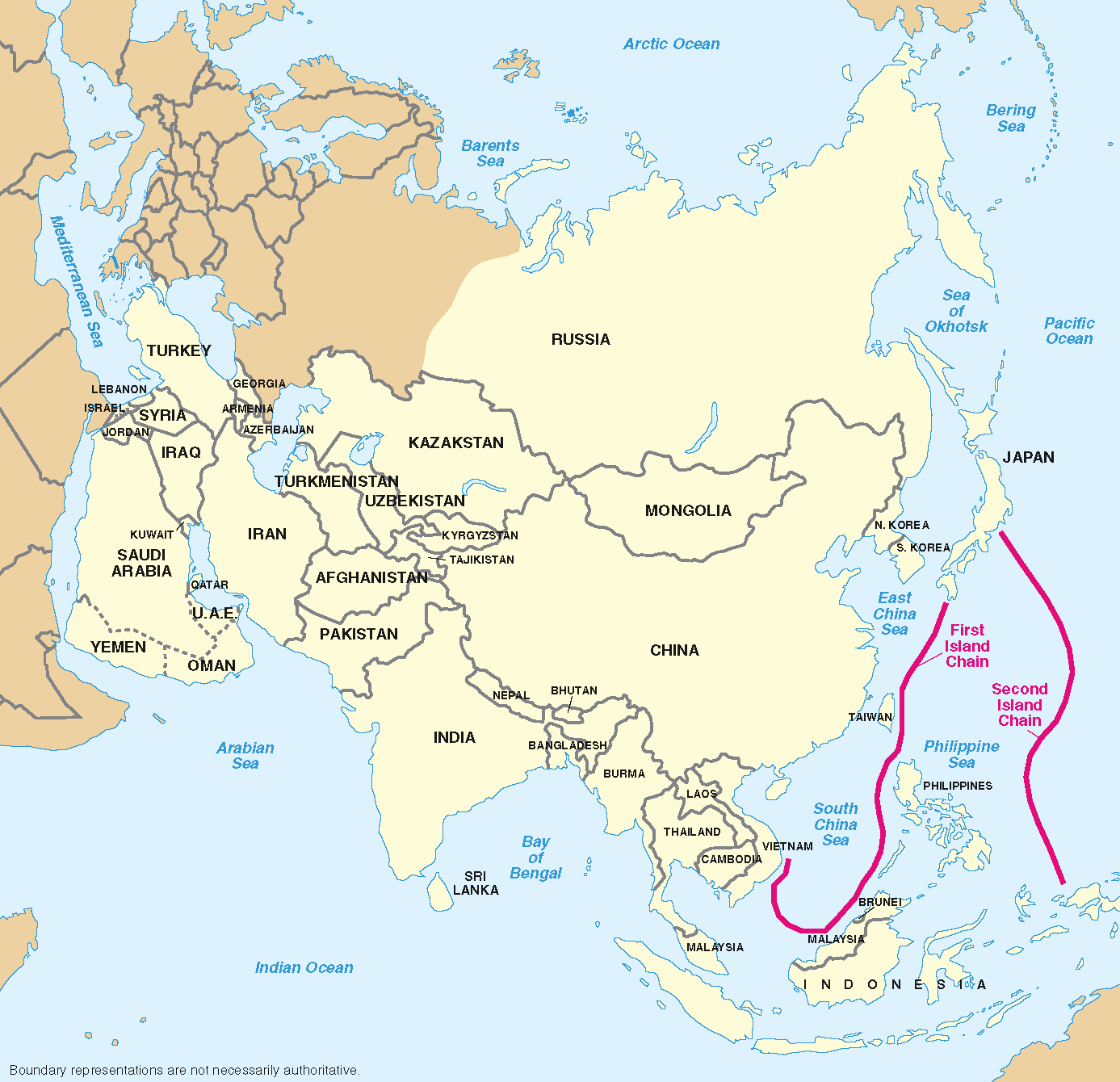
第一島鏈與第二島鏈

二戰結束以後，冷戰初期東、西對抗形成，美國為在西太平洋圍堵共產主義擴張，以大量的軍援、美援建立起強大的反共主義連防，而其中又以台灣的戰略地位最為重要。台灣位於東亞島弧與第一島鏈中樞，且正處於長江口、珠江口的「中央位置」，距福建最近僅130公里，中間穿隔戰略地位同樣重要的台灣海峽。中華人民共和國隨著中國共產黨在第二次國共內戰的勝利而建國後，台灣由內戰戰敗而撤遷的中華民國政府統治，與西方國家友好；雙方武力對峙數十年，被称為西太平洋上「永不沉沒的航空母艦」、「反共最前哨」、「亞洲與世界的民主燈塔」。
另外，位於東海東側進入太平洋中心位置的琉球群島，也有著相當重要的地理及戰略位置。此地曾為琉球國，其在15、16世紀進入國力的鼎盛期，以東北亞和東南亞貿易的中轉站著稱，號稱「萬國津梁」，19世紀被日本併入版圖。冷戰結束後至今，駐日美軍在琉球群島的沖繩本島仍擁有普天間飛行場、嘉手納空軍基地等數個軍事基地。

### 20世纪的圍堵政策
1960年代爆發越戰，美軍在越南戰場上傷亡严重，蘇聯的威脅與日俱增。為擺脫曠日費時的越戰泥淖，美國開始改善与中华人民共和国的关系，提出「權力平衡」理論，聯中以制蘇。1972年美國總統尼克森展開破冰之旅，目的在於取得中华人民共和国的協助，迅速結束戰爭，並全力防堵蘇聯的勢力，這時美國的思維是打破過去東亞島弧的牽制，將共產主義的防堵線移至中华人民共和国與蘇聯之間綿長的領土交界線。1979中美建交後，「圍堵」政策遂告一段落，而台灣的戰略地位隨之式微；以台灣為基地的中華民國不但因中美建交而被迫與美國斷交，其國際地位亦一落千丈。

### 對華接觸政策
从1970年代开始，尼克松访华後美国逐渐调整之前遏制中国的政策，开始实行对华接触以共同应对日益增长的苏联威胁。1991年蘇聯解體，俄羅斯與之相比其地位大不如前，象徵冷戰的正式結束。美國贏得了冷戰，又在波斯灣戰爭得到了空前的勝利，得以成為冷戰後世上唯一的超級霸權。但这一战略仍然延续，并历经反复曲折而最终在90年代末定型。美国接触战略的重要内容是“经济接触”，即通过大力发展对华经贸关系，促使中国在政治、经济和社会各方面朝着美国所希望的方向演变。奥巴马政府时期，面对中国的快速崛起美国的经济接触增加了一些“经济防范”的因素，但总体而言其接触的方向没有变化。

## 戰略競爭
習近平在2012年出任中共中央總書記和中央軍委主席，成為最高領導人。中國政府在處理國際關係上採取更加進取的手段，甚至發起「戰狼外交」。習近平将美國視為中國的頭號敵人，原本處於竟合狀態的中美關係發生顛覆性變化。2017年唐納·川普當選美國總統後，美國在國家安全戰略中把中國視為「戰略競爭對手」。特朗普政府终结了美国从尼克松访华以来的对华接触政策，美国对华政策在其执政下彻底重塑，史无前例开启对华脱钩进程，美国社会对华认知极大恶化，实现了全政府和全社会的对华强硬共识。隨後發生的中美貿易戰持续至今。拜登執政後，延續並加強了對華戰略競爭，美國國家安全戰略報告稱「中國是唯一一個既有重塑國際秩序意圖的競爭者，也逐漸擁有經濟、外交、軍事和科技力量來日益推進這一目標」。
2020年代，美国在军事、技术、基础设施、绿色经济和地缘政治等方面继续与中国进行全面竞争。美国国务卿布林肯于2022年5月发表对华政策演讲，提出了以“投资（invest）、协同（align）、竞争（compete）”为主要内容的新对华战略，明确将调动资源和联盟网络与中国进行对抗，“形塑”中国所处战略环境，但不寻求同中国发生冲突或者爆发“新冷战”，并被纳入10月发布的《国家安全战略》。同时，美国发布诸如《印太战略》《国家安全战略》《国防战略》《核态势评估报告》《导弹防御评估报告》《先进制造业国家战略计划》《美国竞争法案》《芯片与科学法案》《通胀削减法案》等一系列战略文件。拜登政府执政后，还创建或改进了多项联盟机制，作为对华战略竞争的工具，主要包括“三边安全伙伴关系”（AUKUS）、“四方安全对话”（Quad）、“印太经济框架”（IPEF）、“芯片四方联盟”（Chip4）、“美国-欧盟贸易和技术委员会”（TTC）等。